# ヴィクトリア郡 (ニューブランズウィック州)
ヴィクトリア郡（ヴィクトリアぐん、英語： Victoria County、仏語：Comté de Victoria）は、カナダのニューブランズウィック州北西部に位置する郡。主要産業は農業で、特にじゃがいもの名産地である。

## 行政区分
ヴィクトリア郡には1町4村、ファースト・ネーションが1つある。また7の小教区に分かれる。

### 主な市町村
- パース・アンドーバー：セント・ジョン川で東岸のパースと西岸のアンドーバーに村が分かれている。1966年に両村が合併した。1967年の郡制廃止以前にはアンドーバーに郡役場が置かれていた。
- グランド・フォールズ：フランス語ではグラン・スー（Grand-Sault）。一部は隣接のマダワスカ郡内にある。